# Micromachismo
Micromachismo es un término propuesto por el psiquiatra Luis Bonino Méndez que constituye la base y caldo de cultivo de las demás formas de la violencia de género o misoginia: maltrato psicológico, simbólico, emocional, físico, sexual y económico, que serían normalizados. Se trataría además de prácticas legitimadas por el entorno social, en contraste con otras formas de violencia machista denunciadas y condenadas habitualmente.
En la pareja, se manifestaría como formas de opresión naturalizadas, con las que -principalmente- los varones intentan mantener el poder y conseguir beneficios, en todos o en algunos ámbitos de la relación:
- Imponer y mantener el dominio y su superioridad.
- Reafirmar o recuperar dicho dominio.
- Resistirse al aumento de poder personal o interpersonal.
- Aprovecharse de dichos poderes
- Aprovecharse del «rol de cuidadora».[cita requerida]

En la última edición del Diccionario de la Lengua Española de la RAE, el término "micromachismo" fue finalmente incluido.

## Origen del término
El término micromachismo fue acuñado en 1991 por el psicoterapeuta Luis Bonino Méndez, para dar nombre a prácticas que otras y otros especialistas llaman «pequeñas tiranías», «terrorismo íntimo» o «violencia blanda», menos populares que el primero.
En el término, unió «micro», en referencia a lo capilar, lo casi imperceptible, lo que está en los límites de la evidencia; con el término "machismo", que designa la ideología de la dominación y alude a los comportamientos de inferiorización de los hombres hacia las mujeres.
El sociólogo francés Pierre Bourdieu habló de la "violencia suave" para referirse a los estereotipos surgidos tras las conquistas en derechos de las mujeres del siglo XX. Para él se trata de un neomachismo, una redefinición de antiguos comportamientos androcéntricos, que en ciertos contextos del siglo XX en Occidente se consideran socialmente inaceptables, pero que los desean seguir practicando para afianzar o recuperar poder. Se trataría de una nueva forma de machismo más sutil, en una sociedad que lo tolera menos.
La necesidad de términos como estos viene argumentada porque, según los defensores del término, aunque la violencia de género suele conceptualizarse desde una perspectiva de poder y control del género masculino sobre el femenino, se sigue prestando más atención a sus manifestaciones físicas que a las psicológicas, a pesar de que las segundas son las más características en estas relaciones. Esto responde en gran medida a las dificultades para operacionalizar estos comportamientos.
Además, las reflexiones sobre violencia simbólica y abusos cotidianos buscan poner en debate aquellos elementos de la cultura que forman la base de la violencia contra las mujeres.

## Críticas al término
Se critica tanto al término como a un uso inadecuado del mismo. En 2014, un periódico digital español lanzó una iniciativa para recopilar situaciones que consideraban como micromachismos. Sin embargo, varios lectores les acusaron de haber clasificado como micromachismos hechos que entendían como agresiones graves y se lanzaba el debate sobre si el término podría resultar una forma de restar importancia a algunas situaciones.